# Dobl
Dobl ist eine ehemalige Marktgemeinde mit 1887 Einwohnern (Stand: 1. Jänner 2016) südwestlich von Graz im Bezirk Graz-Umgebung im Bundesland Steiermark. Seit 1. Jänner 2015 ist sie im Rahmen der Gemeindestrukturreform mit der Gemeinde Zwaring-Pöls zusammengeschlossen. Die neue Gemeinde führt den Namen „Dobl-Zwaring“.

## Geografie

### Geografische Lage
Dobl liegt am Kaiserwald im Tal der Kainach etwa 14 km südwestlich von Graz. Direkt durch das Dorf fließt der gleichnamige Bach.

### Ehemalige Gemeindegliederung
Das Gemeindegebiet umfasste folgende vier Ortschaften (Einwohner Stand 1. Jänner 2024):
- Dobl (876)
- Muttendorf (781)
- Petzendorf (102)
- Weinzettl (386)

Die Gemeinde bestand aus drei Katastralgemeinden (Fläche Stand 31. Dezember 2023):
- Dobl (586,01 ha)
- Muttendorf (511,48 ha)
- Petzendorf (270,89 ha)

### Ehemalige Nachbargemeinden
| Lieboch                      | Haselsdorf-Tobelbad                         | Unterpremstätten |
| Lannach                      | Kompassrose, die auf Nachbargemeinden zeigt | Unterpremstätten |
| Sankt Josef (Weststeiermark) | Zwaring-Pöls                                | Zwaring-Pöls     |

## Geschichte
Dobl wurde urkundlich erstmals als „Tobel“ im Jahr 1219 erwähnt als Erzbischof Eberhard II. von Salzburg den Sprengel dem neu gegründeten Bistum Seckau zuwies. Über Jahrhunderte wurde die Geschichte von Dobl vom Schloss Gjaidhof mitbestimmt, welches ein Jagdschloss Maria Theresias war. Am 1. Jänner 2015 wurde die Gemeinde Dobl zusammen mit Zwaring-Pöls zur neuen Marktgemeinde Dobl-Zwaring zusammengelegt.

## Wirtschaft und Infrastruktur

### Verkehr
Das Gebiet liegt an der Süd Autobahn A 2, die nächstgelegenen Anschlussstellen sind Lieboch (194) in 3 km Entfernung und Unterpremstätten (188) in 5 km Entfernung. Die Pyhrn Autobahn A 9 ist über die Anschlussstelle Schachenwald (192) in 5 km zu erreichen. Auf dem Gebiet befindet sich die Raststätte Kaiserwald an der A 2.
Autobuslinien von Graz in die Weststeiermark bedienen das Rehabilitationszentrum Tobelbad der Allgemeinen Unfallversicherungsanstalt. Das Gebiet dieser Krankenanstalt gehörte nur bis 1850 zu Dobl. Es liegt seit damals nicht in der Gemeinde Dobl, sondern in der nördlich angrenzenden Gemeinde Haselsdorf-Tobelbad.
Ein Bahnhof ist im Gebiet nicht vorhanden, allerdings bieten die Nachbargemeinden Zugang zur Graz-Köflacher Eisenbahn: In Unterpremstätten und Lieboch zu der Strecke Graz-Köflach sowie in Lieboch und Lannach zur Strecke (Graz)-Lieboch-Deutschlandsberg-Wies-Eibiswald.
Der Flughafen Graz ist etwa 10 km entfernt.

## Kultur und Sehenswürdigkeiten
Als Sehenswürdigkeit ist der Sender Dobl, eine Mittelwellensendeanlage aus dem Zweiten Weltkrieg, zu erwähnen. Der Sendemast steht ebenso wie das Sendegebäude, in dem der private Radiosender Antenne Steiermark seinen Sitz hatte, unter Denkmalschutz.

## Historische Landkarten

Das Gebiet von Dobl in den Landesaufnahmen von 1790 bis 1910
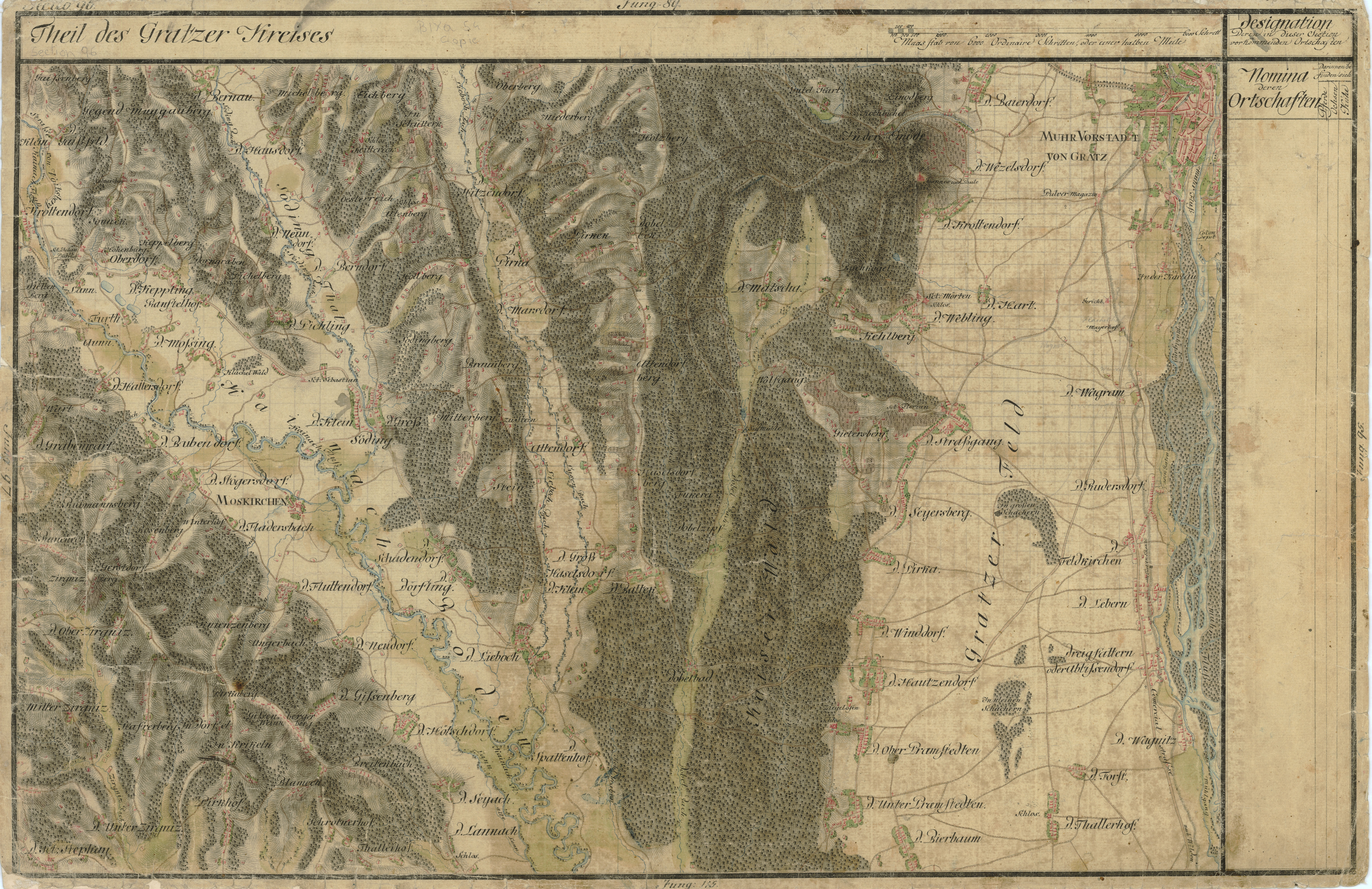
Das Gebiet nördlich von Dobl mit Dobelbad und Dobelzipf in der Josephinischen Landesaufnahme um 1790
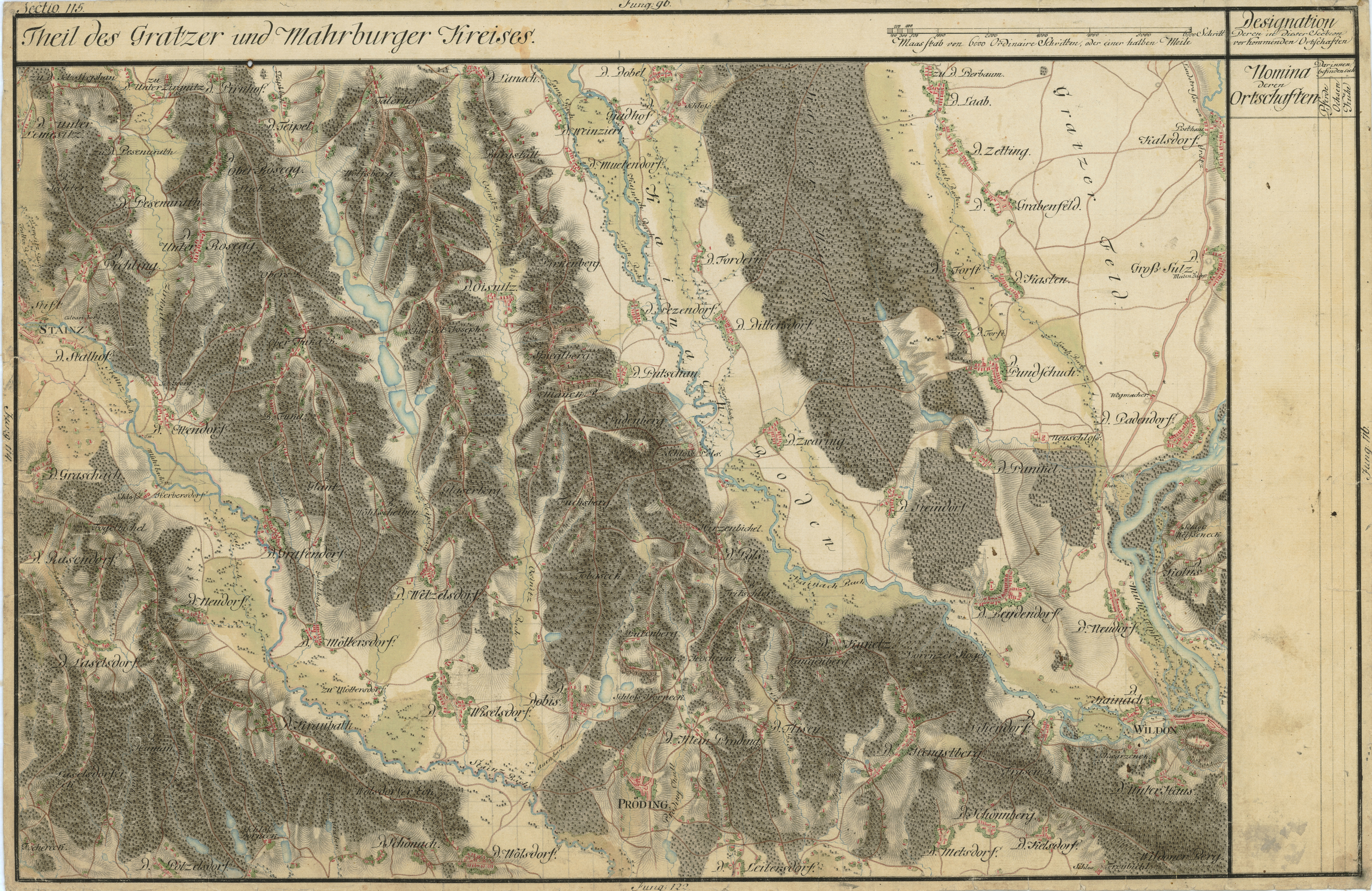
Das Dorf Dobel und der „Gjadhof“ östlich von Lannach
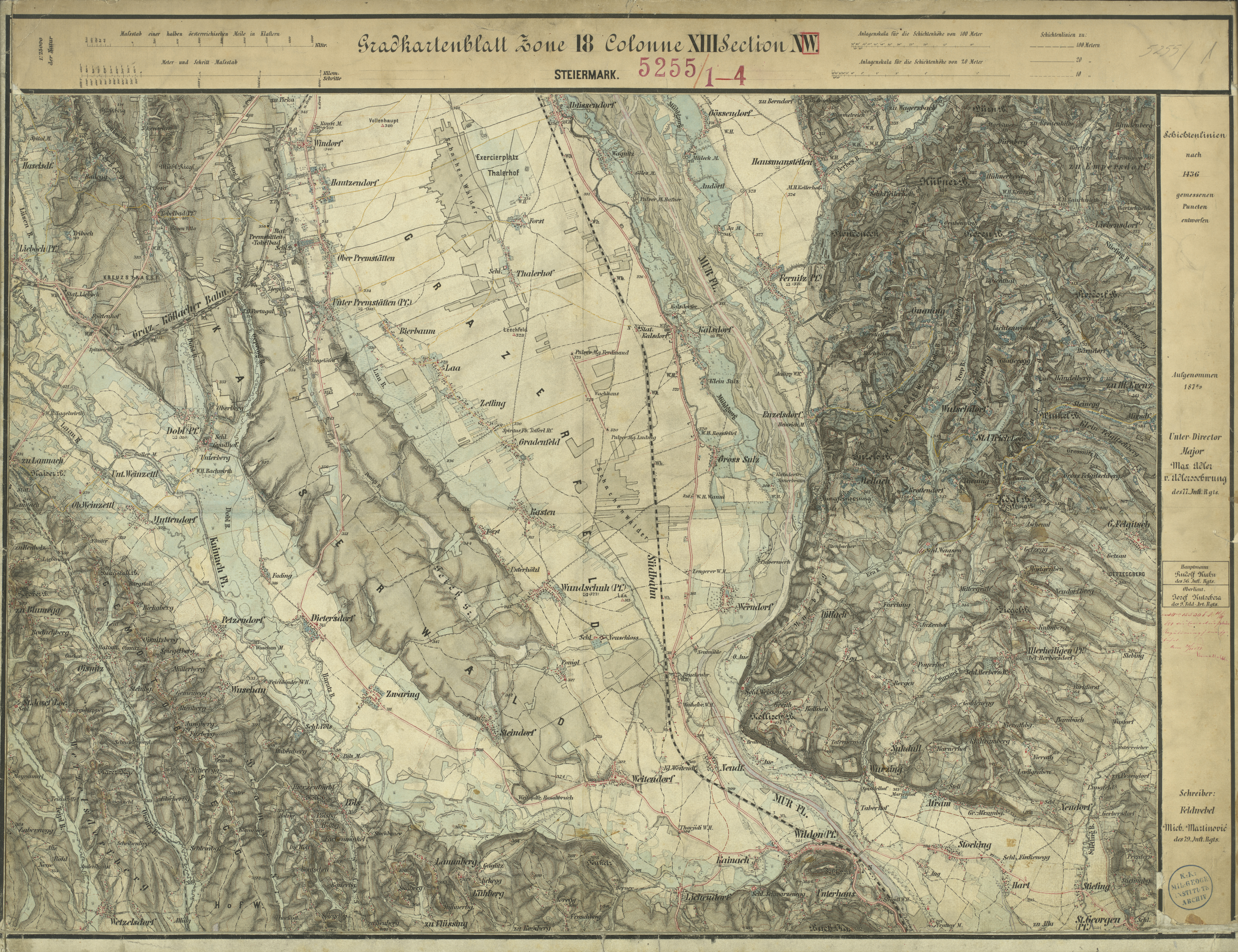
Dobl nördlich des Kainachtals, Aufnahmeblatt der Franzisco-Josephinischen Landesaufnahme um 1878
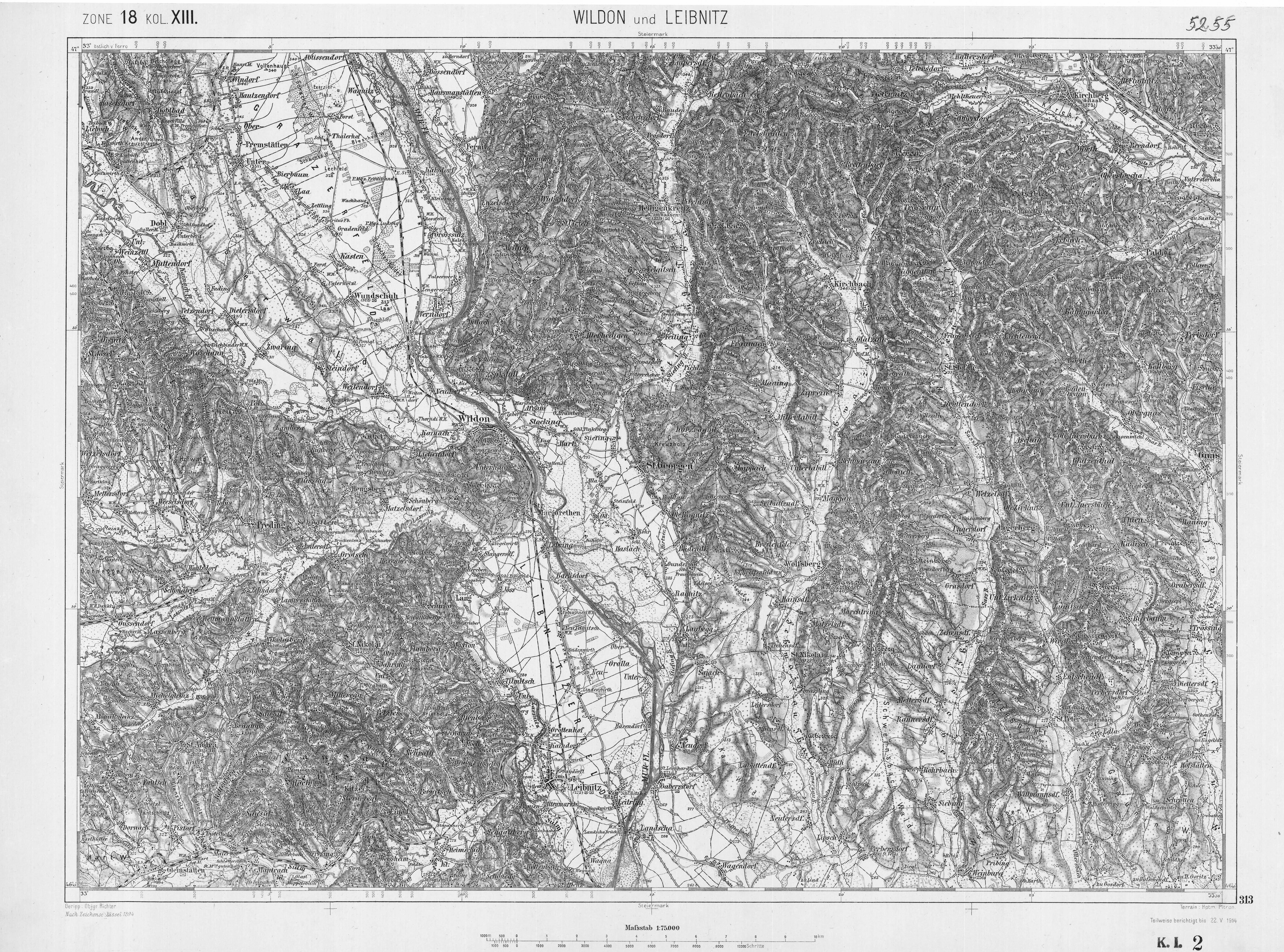
Das Gebiet von Dobl (links oben) in der Franzisco-Josephinischen Landesaufnahme um 1910